# بلمشط
بلمشط إحدى قرى مركز منوف التابع لمحافظة المنوفية بجمهورية مصر العربية.

## التاريخ
ذكرها علي مبارك في كتابه الخطط التوفيقية باسم "أبو المشط"، حيث قال أنها قرية من قرى المنوفية بها ثلاث مساجد ومعمل دجاج وأبراج حمام وقنطرة ذات ثلاث عيون، ومهنة أهلها الزراعة.

## السكان
بلغ عدد سكان بلمشط 9,103 نسمة، حسب الإحصاء الرسمي لعام 2006.